# Compensated Gross Ton
Die Compensated gross ton, CGT, (dt. gewichtete Bruttoraumzahl) ist ein von der OECD entwickeltes Maß zum weltweiten Vergleich der Schiffsproduktion.
{\displaystyle CGT=A\cdot {\text{Bruttoraumzahl}}^{B}}
| Schiffstyp                       | A  | B    |
| -------------------------------- | -- | ---- |
| Doppelhüllentanker               | 48 | 0,57 |
| Chemikalientanker                | 84 | 0,55 |
| Massengutfrachter                | 29 | 0,61 |
| Combined Carrier                 | 33 | 0,62 |
| Frachtschiff                     | 27 | 0,64 |
| Kühlschiff                       | 27 | 0,68 |
| Containerschiff                  | 19 | 0,68 |
| RoRo-Schiff                      | 32 | 0,63 |
| Autotransporter                  | 15 | 0,70 |
| Flüssiggastanker                 | 62 | 0,57 |
| LNG-Tanker                       | 32 | 0,68 |
| Fähre                            | 20 | 0,71 |
| Passagierschiff                  | 49 | 0,67 |
| Fischereifahrzeug                | 24 | 0,71 |
| NCCV (Non cargo-carrying vessel) | 46 | 0,62 |

(Stand: 1. Januar 2007)
Anders als die Bruttoraumzahl berücksichtigt CGT nicht nur das umbaute Volumen, sondern auch den Arbeitsaufwand bzw. die Wertschöpfung in Abhängigkeit vom Schiffstyp. Mit der alleinigen Angabe der Bruttoraumzahl wären die Schiffsbauaktivitäten zweier Länder nicht vergleichbar. Etwa wenn das eine vor allem großvolumige, aber relativ unaufwändige Containerschiffe, das andere dagegen vergleichsweise kleine, aber kostspielige Kreuzfahrtschiffe baut.
Die schiffsabhängigen Parameter wurden seit der Einführung der Compensated Gross Ton in den 1970er Jahren zweimal angepasst: 1994 und zuletzt am 1. Januar 2007.